# Litva na Letních olympijských hrách 2020
Litvu na Letních olympijských hrách 2020 reprezentovalo celkem 42 sportovců ve 12 sportech. Jednalo se o osmou účast této země od získání nezávislosti po rozpadu Sovětského svazu.

## Medailisté
| Medaile | Jméno sportovce    | Sport           | Disciplína           | Datum dosažení |
| ------- | ------------------ | --------------- | -------------------- | -------------- |
| Stříbro | Laura Asadauskaitė | Moderní pětiboj | Ženy – jednotlivkyně | 6. srpna       |

## Počet soutěžících v jednotlivých sportech
| Sport                | Druh sportu | Muži | Ženy | Celkem |
| -------------------- | ----------- | ---- | ---- | ------ |
| Atletika             | -           | 6    | 5    | 11     |
| Cyklistika           | dráhová     | 0    | 3    | 5      |
| Cyklistika           | silniční    | 1    | 1    | 5      |
| Sportovní gymnastika | -           | 1    | 0    | 1      |
| Jachting             | -           | 1    | 1    | 2      |
| Judo                 | -           | 0    | 1    | 1      |
| Kanoistika           | rychlostní  | 1    | 0    | 1      |
| Moderní pětiboj      | -           | 1    | 2    | 3      |
| Plavání              | -           | 5    | 1    | 6      |
| Sportovní střelba    | -           | 1    | 0    | 1      |
| Veslování            | -           | 7    | 2    | 9      |
| Vzpírání             | -           | 1    | 0    | 1      |
| Zápas                | -           | 1    | 0    | 1      |
| Celkem               | Celkem      | 26   | 16   | 42     |